# Фабиана черепитчатая
Фабиана черепитчатая (лат. Fabiana imbricata) — вид растений рода Фабиана (Fabiana) семейства Паслёновые (Solanaceae), распространённый в Чили.

## Описание

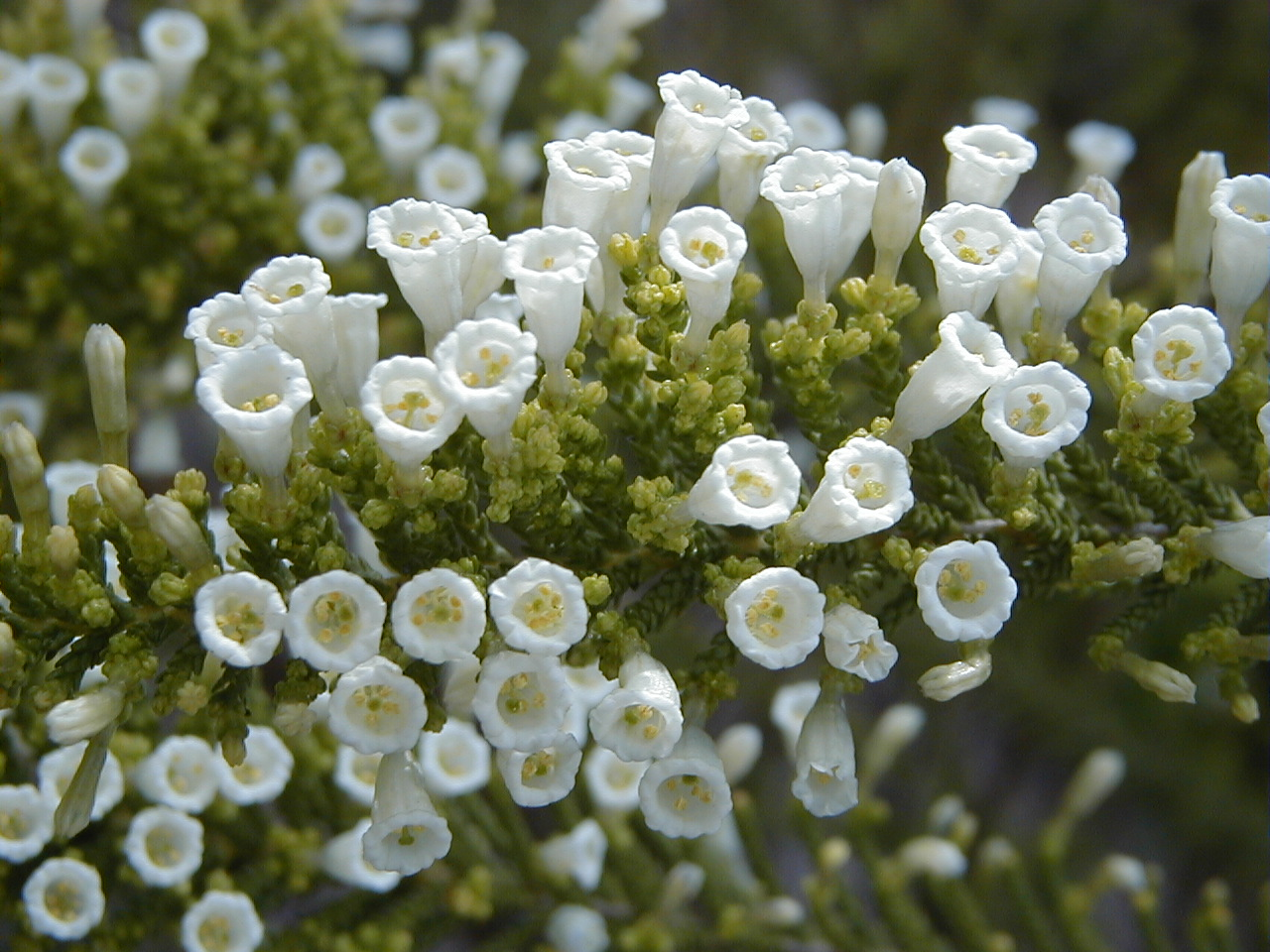
Цветки вдоль боковых побегов

Вечнозелёные кустарники, 1,5—2 м высотой. Крона плотная, узкопирамидальная; ветви голые, прямостоячие, малоразветвленные, немного клейкие, побеги густо олиственные. Листья тёмно-зелёные, треугольные, сидячие, чешуевидные, черепитчатые, около 2—3 мм длиной.
Цветки одиночные, многочисленные, конечные, кистевидно расположены вдоль концов коротких боковых побегов. Чашечка 5-зубчатая, трубчато-колокольчатая. Венчик белый, 1 см длиной; отгиб мясистый, лопастной, лопастей 5, широко обратнояйцевидные, слегка отвернутые наружу; трубка удлиненная, внизу узкоцилиндрическая, вверху внезапно расширенная, около 10—15 мм длиной.
Тычинок 5, прикреплены к трубке венчика ниже середины. Завязь двухгнездная. Плод — продолговатая, овальная, двустворчатая коробочка. Семена мелкие, многочисленные.

## Хозяйственное значение и применение
Используется как декоративное и лекарственное растение.

## Таксономия
Синонимы
- Fabiana araucana Phil. (1895)
- Fabiana biflora J.Rémy (1849)
- Fabiana imbricata var. biflora (J.Rémy) Reiche (1909)
- Fabiana lutescens Phil. (1895)